# Peștera din Dealul Solovan
Peștera din Dealul Solovan este o arie protejată de interes național ce corespunde categoriei a IV-a IUCN (rezervație naturală de tip floristic și speologic), situată în județul Maramureș, pe teritoriul administrativ al municipiului Sighetu Marmației.

## Localizare
Aria naturală se află în extremitatea central-nordică a județului Maramureș, în partea sudică a orașului Sighetu Marmației, încadrată de cursul Izei și cei doi afluenți ai acesteia (râul Șugău și Valea Spinului), în apropierea drumului național DN18 care leagă municipiul Baia Mare de orașul Vișeu de Jos

## Descriere
Rezervația naturală a fost declarată arie protejată prin Legea Nr. 5 din 6 martie 2000 publicată în Monitorul Oficial al României Nr. 152 din 12 aprilie 2000 (privind aprobarea planului de amenajare a teritoriului național - Secțiunea a III-a -  arii protejate) și se întinde pe o suprafață de 1,02 hectare. Aria protejată „Peștera din Dealul Solovan” se suprapune sitului Natura 2000 - Valea Izei și Dealul Solovan.

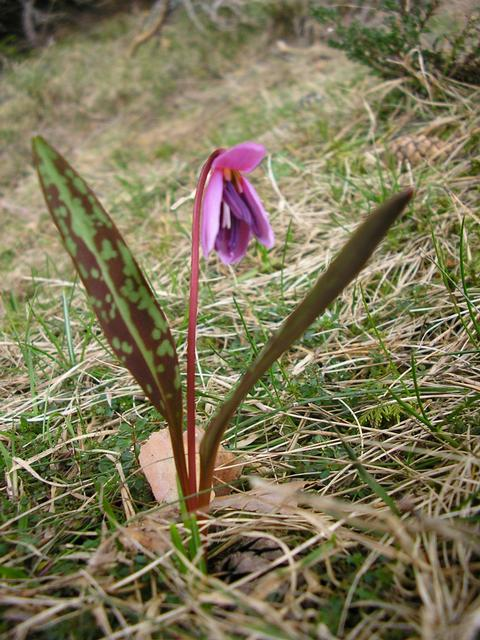
Măseaua ciutei (Erythronium dens-canis)

Aria naturală reprezintă relieful (constituit din conglomerate, argilee, gresii și marne) cu pante domoale a „Dealului Solovan”, pe a cărui partea superioară se află o peșteră săpată în gresii oligocene de apele provenite din precipitații.

### Floră
În arealul rezervației sunt semnalate mai multe specii floristice (dintre care unele foarte rare și protejate prin lege sau endemice pentru această zonă), printre care: bulbuc de munte (Trollius europaeus), omag mov (Aconitum moldavicum), brebenei (Dentaria glandulosa), coada iepurelui (Sesleria heufleriana), pedicuță (Lycopodium clavatum), lăcrămioară (Convallaria majalis), bozior (Dactylorhiza sambucina), crin de pădure (Lilium martagon), mlăștiniță (Epipactis helleborine), măseaua ciutei (Erythronium dens-canis) sau ghiocel (Galanthus nivalis).

## Atracții turistice
În vecinătatea rezervației naturale se află mai multe obiective de interes turistic (lăcașuri de cult, monumente istorice, muzee, situri arheologice, zone naturale), astfel:
- Biserica „Adormirea Maicii Domnului”, construcție 1892, monument istoric
- Biserica reformată, construcție secolul al XIV-lea, monument istoric
- Biserica „Sf. Carol de Borromeo”, construcție 1730-1806, monument istoric
- Biserica ucraineană "Înălțarea Sfintei Cruci", construcție 1791-1807, monument istoric
- Muzeul Etnografic al Maramureșului
- Muzeul Satului Maramureșean
- Muzeul Culturii Evreiești
- Închisoarea, azi Muzeul victimelor comunismului și rezistenței anticomuniste Sighet, construcție 1897, monument istoric
- Casa-Muzeu „Dr. Ioan Mihalyi de Apșa”
- Centrul istoric Sighetu Marmației
- Situl arheologic Dealul Solovan (Hallstatt, Cultura Gáva)
- Situl arheologic Valea Mare
- Valea Izei